# Грузинская хартия
Грузи́нская ха́ртия (груз. ქართული ქარტია) — план действий, представленный президентом Грузии Саломе Зурабишвили в ответ на протесты против законопроекта об иностранных агентах в 2023—2024 годах. Целью хартии являлось объединение оппозиции в качестве противовеса умеренно евроскептическому правительству «Грузинской мечты» перед парламентскими выборами 2024 года. Зурабишвили провозгласила хартию 26 мая, в День независимости Грузии.
Хартию подписали 17 оппозиционных «Грузинской мечте» политических партий. Среди них: Единое национальное движение, «Стратегия Агмашенебели», «Ахали», «Лело для Грузии», «Европейская Грузия», «Гирчи — Больше свободы», «Дроа», «Граждане», «За Грузию», «За народ», Республиканская партия Грузии, Партия зеленых Грузии, «За справедливость», Европейские демократы, «Закон и справедливость», «Тависуплеба», «Государство для народа» и Национально-демократическая партия, а также 5 отдельных депутатов парламента Грузии.
Некоторые оппозиционные партии[прояснить] отказались подписать соглашение. Партия «Гирчи» похвалила инициативу президента Саломе Зурабишвили «Грузинская хартия» за попытку объединить оппозицию, но отказались подписать её.

## Содержание
В хартии были изложены основные требования проевропейской части грузинского общества. Шаги хартии в общих чертах соответствуют 9-му пункту рекомендаций, данных Грузии Европейским советом при предоставлении стране статуса кандидата на членство в Европейском союзе 14 декабря 2023 года.
Согласно отчету Европейской комиссии, Грузии для начала переговоров о вступлении в ЕС необходимо выполнить некоторые шаги, включая борьбу с дезинформацией, усиление приверженности внешней политике ЕС, обеспечение честных выборов в соответствии с требованиями ОБСЕ, обеспечение институциональной независимости ключевых органов, а также, завершение судебных и антикоррупционных реформ в соответствии с советами Венецианской комиссии.
Целью Хартии Грузии было создание временного парламента после выборов 2024 года, который проведет только одну сессию для принятия важных решений по возвращению страны на путь евроатлантической интеграции, после чего по плану сразу должны были пройти досрочные парламентские выборы. Хартия не содержит предложения о потенциальных кандидатах на пост премьер-министра, подчеркивая необходимость сосредоточиться на реализации реформ, а не на распределении руководящих должностей.

## Критика
Среди грузинской оппозиции обеспокоенность вызвала неопределенность в хартии относительно процесса отбора в правящую коалицию парламента, а также, отсутствие предложений реформ в сфере местного самоуправления. Из-за этих проблем оппозиционные партии «За Грузию» и «Гирчи» изначально отказались подписать Хартию, хотя и выразили поддержку её общим принципам и целям. Однако позже партия «За Грузию» отменила свое решение и подписала Хартию.